# Piotr Łuka
Piotr Łuka (ur. 9 czerwca 1980 w Kielcach) – polski siatkarz, grający na pozycji przyjmującego.
W 1995 roku został graczem SMS-u Rzeszów. Cztery lata później przeszedł do KS Citroenu Nysa, w którego barwach zadebiutował w Polskiej Lidze Siatkówki. W sezonie 2002/2003 bronił barw Ivettu Jastrzębie Borynia, z którym zajął w tabeli trzecie miejsce. W sezonie 2003/2004 występował ponownie w zespole z Nysy, pomagając mu utrzymać się w lidze.
W 2004 roku Łuka został zawodnikiem beniaminka Polskiej Ligi Siatkówki, Resovii Rzeszów. Jej barwy reprezentował przez kolejnych pięć lat. W sezonie 2008/2009 wraz ze swoim klubem dotarł do finału play-offów, w którym rzeszowska drużyna uległa PGE Skrze Bełchatów. W sezonie 2009/2010 był graczem Domexu Tytan AZS-u Częstochowa. Rozstał się z nim latem 2010 roku, ze względu na dużą konkurencję w składzie.
Przed rozpoczęciem sezonu 2010/2011 związał się roczną umową z beniaminkiem PlusLigi, Fartem Kielce.
W sezonie 2011/2012 wrócił po raz kolejny do klubu AZS PWSZ Nysa i został Mistrzem I ligi.
Karierę siatkarską zakończył po sezonie 2016/2017, zostając jednocześnie I trenerem AZS-u PWSZ Nysa. Zastąpił na tym stanowisku Janusza Bułkowskiego.

## Sukcesy klubowe
Polska Liga Siatkówki:
- 2009
- 2003

I liga:
- 2012